# Говоров Олександр Михайлович
Говоров Олександр Михайлович (22 травня (4 червня) 1900, Петропавлівка, Курська губернія, Російська імперія — 8 жовтня 1985, Харків, УРСР, СРСР) — лікар-ветеринар. Доктор ветеринарних наук (1970).

## Біографія
1924 року закінчив Харківський ветеринарний інститут та почав працювати ветеринарним лікарем у Чернігівській області.
З 1931 року працював в Українському науково-дослідному інституті експериментальної ветеринарії у Харкові, де в 1948—1975 роках був завідувачем відділу вивчення туберкульозу і паратуберкульозу.
1970 року захистив докторську дисертацію та здобув науковий ступінь доктора ветеринарних наук.
Олександр Говоров розробив систему заходів боротьби з туберкульозом сільсько-господарських тварин, удосконалив методи алергічної, серологічної та бакеріологічної діагностики туберкульозу, виготовлення туберкулопротеїну для ссавців, обґрунтував метод та режим пастеризації молока при туберкульозі.

## Основні праці
- Реакция Борде-Жангу для диагностики туберкулеза у крупного рогатого скота // Сов. ветеринария. — 1933. — № 11.
- Про цінність алергічних реакцій при діагностиці туберкульозу // Вет. справа.. — 1939. — № 10.
- Получение и производственное испытание сухого туберкулопротеина // Науч. тр. Укр. ин-та эксперим. ветеринарии // Науч. тр. Укр. ин-та эксперим. ветеринарии. — 1956. — Т. 23.
- Применение очищенного сухого туберкулопротеина // Ветеринария. — 1967. — № 5.
- Вивчення реакції дифузійної преципітації в гелі для діагностики туберкульозу великої рогатої худоби // Ветеринарія: Респ. міжвід. темат. наук. зб.. — Київ, 1968. — Вип. 18.